# Caix
Caix is een gemeente in het Franse departement Somme (regio Hauts-de-France) en telt 706 inwoners (2004). De plaats maakt deel uit van het arrondissement Montdidier.

## Bezienswaardigheden
Op het grondgebied van de gemeente liggen een Duitse en enkele Britse militaire begraafplaatsen:
- Caix British Cemetery
- Manitoba Cemetery
- Caix Communal Cemetery

- Deutscher Soldatenfriedhof Caix.

- De Église Sainte-Croix dateert uit de 16de eeuw en is beschermd als monument. Het portaal draagt een Ecce Homo-standbeeld.

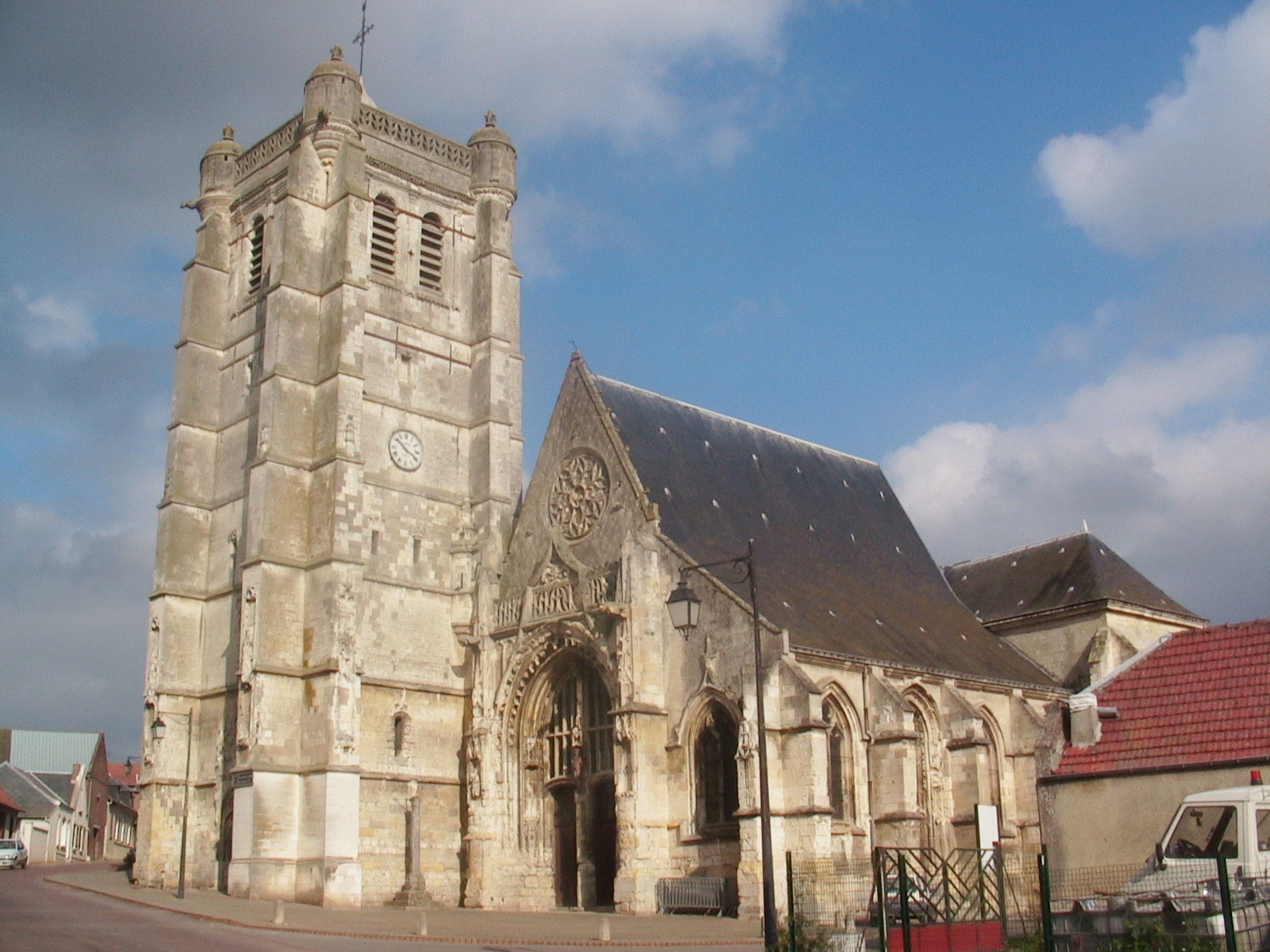
Église Sainte-Croix

## Geografie
De oppervlakte van Caix bedraagt 11,9 km², de bevolkingsdichtheid is 59,3 inwoners per km².
De onderstaande kaart toont de ligging van Caix met de belangrijkste infrastructuur en aangrenzende gemeenten.

## Demografie
Onderstaande figuur toont het verloop van het inwonertal (bron: INSEE-tellingen).